# Mariusz Fras
Mariusz Fras (ur. w 1970 w Sosnowcu) – polski prawnik, adwokat, doktor habilitowany nauk prawnych, nauczyciel akademicki na Wydziale Prawa i Administracji Uniwersytetu Śląskiego, specjalista w zakresie prawa cywilnego.

## Życiorys
W 1994 ukończył studia na kierunku prawo na Wydziale Prawa i Administracji UŚl, gdzie w 2000 na podstawie napisanej pod kierunkiem Leszka Ogiegło rozprawy pt. Pośrednictwo ubezpieczeniowe uzyskał stopień naukowy doktora nauk prawnych w zakresie prawa, specjalność: prawo cywilne. W 2016 Rada Wydziału Prawa i Administracji UŚl na podstawie dorobku naukowego oraz monografii pt. Umowa ubezpieczenia grupowego. Aspekty prawne nadała mu stopień naukowy doktora habilitowanego nauk prawnych w zakresie prawa.
W latach 1994–1996 odbył aplikację sędziowską zakończoną egzaminem sędziowskim, zaś w latach 1997–1999 aplikację adwokacką. W 2000 został adwokatem. W latach 1996–2000 był asystentem na macierzystym wydziale w Katedrze Prawa Cywilnego i Prawa Prywatnego Międzynarodowego Wydziału Prawa Uniwersytetu Śląskiego. Po uzyskaniu stopnia naukowego doktora został tam adiunktem.